# Кондрати
Кондрати (пол. Kondraty) — село в Польщі, у гміні Горай Білґорайського повіту Люблінського воєводства.
Населення — 202 особи (2011).
У 1975-1998 роках село належало до Замойського воєводства.

## Демографія
Демографічна структура станом на 31 березня 2011 року:
|          | Загалом | Допрацездатний вік | Працездатний вік | Постпрацездатний вік |
| -------- | ------- | ------------------ | ---------------- | -------------------- |
| Чоловіки | 103     | 25                 | 61               | 17                   |
| Жінки    | 99      | 13                 | 48               | 38                   |
| Разом    | 202     | 38                 | 109              | 55                   |